# Arbeitsgebiet
Unter Arbeitsgebiet (Arbeitsfeld, Geschäftsfeld, Geschäftsgebiet, Geschäftsbereich, Sparte) versteht man in der Arbeitsorganisation den auf ein bestimmtes Fachgebiet begrenzten Tätigkeitsbereich in Wirtschaft und Wissenschaft.

## Allgemeines
Die Begriffe Arbeitsgebiet, Arbeitsfeld, Geschäftsfeld, Geschäftsbereich oder Geschäftssparte werden sehr uneinheitlich verwendet. So kann ein Arbeitsgebiet aus mehreren Geschäftsgebieten und diese aus mehreren Geschäftsfeldern bestehen; umgekehrt kann ein Geschäftsfeld aus mehreren Arbeitsgebieten als kleinster Organisationseinheit zusammengesetzt sein. Gemeinsam ist den Begriffen, dass jeder von ihnen identische oder artverwandte Tätigkeiten in einer Organisation zu einer Organisationseinheit zusammenfasst. Der Begriffsinhalt ist also meist gleich, während der Begriffsumfang unterschiedlich sein kann. 
Die Arbeitsteilung in der Wirtschaft (bei Unternehmen, Behörden, Arbeitnehmern) führt dazu, dass sich Wirtschaftssubjekte wie Unternehmen und Arbeitnehmer spezialisieren und ihre Fachkompetenzen auf eng begrenzte Fachgebiete bündeln. Das hat zur Folge, dass in Unternehmen oder Behörden Arbeitsgebiete gebildet werden, in deren Bereich identische oder zumindest ähnliche Tätigkeiten oder Verrichtungen vorkommen. Diese werden in Stellenbeschreibungen genau voneinander abgegrenzt. Die Stellenbeschreibung ist in diesem Sinne ein Katalog von Arbeitsinhalten in einem bestimmten Arbeitsgebiet.

## Wirtschaft

### Unternehmen
Das Arbeitsgebiet in Unternehmen leitet sich vom vorgegebenen Unternehmenszweck ab. Die Führungsorganisation besitzt eine optimale Besetzung, wenn jeweils ein Vorstandsmitglied für ein Arbeitsgebiet und ein Fachgebiet zuständig ist. Dem Vorstandsvorsitzenden sind meist die Ressorts für Organisation und Planung vorbehalten. Die technologisch und betriebswirtschaftlich bedingten Eigenheiten der Arbeitsgebiete sollen noch so weit verwandt und in ihrer Breite begrenzt sein, dass die Führungsorganisation auch fachlich effizient bleibt. In den Hierarchiestufen unterhalb des Vorstands müssen im Rahmen der Aufbauorganisation die Abteilungen nach einem einheitlichen Arbeitsgebiet zusammengefasst werden.
Die Zusammensetzung der einzelnen Arbeitsgebiete kann unter Marktgesichtspunkten (Kundenorientierung) oder nach technisch-wirtschaftlichen Aspekten (Produktarten) geschehen. Unternehmen unterscheiden oft auch zwischen Kerngebieten und Spezialgebieten. Kerngebiete (auch Kerngeschäft) sind Arbeitsgebiete, die den Haupterfolgsträger für das Unternehmensergebnis und seine technische Kompetenz darstellen. Spezialgebiete haben dagegen kaum Bezug zu den Kerngebieten, erbringen jedoch einen dauerhaften und angemessenen Ertrag. Innovation oder Diversifikation sorgen für die Erschließung neuer, Outsourcing für die Abschaffung bisheriger Arbeitsgebiete. Im Rahmen der divisionalen Organisation können die Arbeitsgebiete organisatorisch voneinander getrennt werden. Die Segmentierung teilt in Mehrproduktunternehmen die Arbeitsgebiete systematisch auf, um der Öffentlichkeit bessere Markttransparenz zu verschaffen.
Der Wirtschaftswissenschaftler Hans H. Hinterhuber versteht unter einem Geschäftsfeld die Organisationseinheit für relativ autonome Produktlinien oder Arbeitsgebiete. Nur beim Begriff des strategischen Geschäftsfelds besteht eine weitgehende Einigkeit in der Fachliteratur über die Benutzung des Begriffs Geschäftsfeld.

### Arbeitnehmer
Im Zusammenhang mit Arbeitnehmern ist das Arbeitsgebiet eng mit dem Beruf verknüpft. Der Pädagoge Georg Kerschensteiner wies bereits 1926 darauf hin, dass technischer Fortschritt, Wirtschaft und Handel zahlreiche Arbeitsgebiete schufen, für die es keine innere Berufenheit geben könne. Der Wirtschaftspädagoge Wolfgang Stratenwerth definierte 1956 das Berufsbild als „die zusammengefasste, systematische Darstellung und Beschreibung der für einen bestimmten Beruf in Betracht kommenden Merkmale in sachlicher und personaler Beziehung“. Das Arbeitsgebiet umfasst dagegen die objektiven Berufsanforderungen, die an einen Berufsanfänger gestellt werden. Das Berufsbild wird zuweilen auch als Arbeitsgebiet bezeichnet.
Steuerrechtlich wird der Begriff Arbeitsgebiet ausnahmsweise auch räumlich benutzt, wenn als Arbeitsstätte ein regional zusammenhängendes Gebiet wie ein Forstrevier, Werksgelände oder der Postzustellbezirk eines Arbeitnehmers gemeint ist.

## Wissenschaft
Die Arbeitsgebiete einer Einzelwissenschaft sind durch deren Erkenntnisobjekt vorgegeben. Die sich aus dem Erkenntnisobjekt ergebenden Forschungsmöglichkeiten sind meist so umfangreich, dass sie in Arbeitsgebiete aufgeteilt werden müssen. Arbeitsgebiete sind methodisch eingegrenzte Themenbereiche. Ein Arbeitsgebiet muss eigene Methoden und Fragestellungen entwickeln, weil es ansonsten im Rahmen des universellen Wissenszweiges verbleibt. So entwickelte sich in der Paläontologie das spezifische Arbeitsgebiet der Biostratigraphie, die sich mit der Gliederung und der relativen chronologischen Bestimmung von Gesteinseinheiten mit Hilfe von Fossilien befasst.